# Noel Torres
Noel Alfonso Torres Chacón (ur. 22 października 1994) – meksykański zapaśnik walczący w stylu wolnym. Zajął dziesiąte miejsce na mistrzostwach świata w 2021 roku. 
Dziewiąty na igrzyskach panamerykańskich w 2023. Brązowy medalista mistrzostw panamerykańskich w 2021 roku.